# محمد جیلا
محمد جیلا (انگلیسی: Mohamed Djila؛ زادهٔ) بازیکن فوتبال اهل مالی از سال ۱۹۸۰ تا ۱۹۹۰ است.